# Yunnanacris
Yunnanacris is een geslacht van rechtvleugeligen uit de familie veldsprinkhanen (Acrididae). De wetenschappelijke naam van dit geslacht is voor het eerst geldig gepubliceerd in 1940 door Chang.

## Soorten
Het geslacht Yunnanacris omvat de volgende soorten:
- Yunnanacris wenshanensis Wang & Xiangyu, 1995
- Yunnanacris yunnaneus Ramme, 1939